# Alfred Reisner
Alfred Reisner (* 28. August 1898 in Plauen/Vogtl.; † 1982) war ein deutscher Röntgenologe, Röntgentherapeut und Hochschullehrer.

## Leben und Wirken
Alfred Reisner stammte aus dem sächsischen Vogtland. Er studierte nach dem Schulbesuch Humanmedizin und promovierte zum Dr. med. Nach seiner Habilitation wurde er 1932 Privatdozent an der Universität Frankfurt am Main, Oberarzt am dortigen Universitäts-Röntgeninstitut und 1938 außerplanmäßiger Professor. 1942 wechselte er als Professor für Strahlenheilkunde (Röntgenologie) an die Universität Tübingen. Da er der NSDAP angehörte, musste er sich nach Ende des Zweiten Weltkrieges der Entnazifizierung stellen.
Er lebte in Stuttgart, wo er 1934 zum Direktor (Leitender Arzt) eines neuerrichteten Zentral-Röntgeninstituts am Städtischen Katharinenhospital berufen worden war. Hier war er später als Facharzt für Röntgendiagnose und Strahlentherapie tätig. Seit 1938 war er Mitglied der Deutschen Röntgengesellschaft und gehörte auch der Österreichischen Röntgengesellschaft an.

## Schriften (Auswahl)
- Fehldiagnosen bei der Begutachtung von Röntgenschäden. In: Deutsche medizinische Wochenschrift 57 (1931), Nr. 36, S. 1539–1540.
- Dornfortsatzabriß? Ein in verschiedener Hinsicht bemerkenswerter Röntgenbefund anläßlich einer Begutachtung. In: Archiv für orthopädische und Unfall-Chirurgie, mit besonderer Berücksichtigung der Frakturenlehre und der orthopädisch-chirurgischen Technik 30 (1931), S. 344–350.
- Unfallfolge oder Entwicklungsstörung der obersten Halswirbel. In: Röntgenpraxis 5 (1933), S. 157.
- Das Strahlen-Institut am Städtischen Katharinenhospital zu Stuttgart. In: Klinische Wochenschrift 17 (1938), S. 1337–1340.
- Die Bedeutung der Röntgen- und Radiumbehandlung für die Krankheiten der Haut. In: Archiv für Dermatologie und Syphilis 180 (1940), S. 111–130.